# Vicenç Roura i Boix
Vicenç Roura i Boix (Badalona, segle xx) va ser un polític català, alcalde accidental de Badalona entre el 23 de febrer i el 4 de març de 1937.
Era militant d'Acció Catalana Republicana. Durant la Guerra Civil Espanyola va ser membre del Comitè de Milícies de Badalona, i des del 19 d'octubre de 1936 va estar encarregat del departament de confiscacions de l'Ajuntament de Badalona.
El 23 de febrer de 1937 va nomenat alcalde de manera interina després de la dimissió de Frederic Xifré i Masferrer, en una decisió que va resultar força sorprenent a causa del partit al que pertanyia i la correlació de forces aleshores presents al consistori badaloní. De fet, Esquerra Republicana de Catalunya es queixà que si perdia l'alcaldia, aquesta almenys havia d'anar a parar a mans d'una força més representativa, adreçant-se especialment als regidors de la Confederació Nacional del Treball. La resposta que es donà fou que, tret de Roura, la resta de regidors tenien massa feina. Ocupà el càrrec fins a l'elecció del següent alcalde, Josep Martínez i Écija, membre de la CNT, el 4 de març de 1937.
Quan va acabar la guerra, es va exiliar.